# Bossen en open gebieden in het zuiden van het Brussels Gewest
De bossen en open gebieden in het zuiden van het Brussels Gewest. Complex Verrewinkel - Kinsendaal is een habitatrichtlijngebied van Natura 2000 in Ukkel in het Brussels Hoofdstedelijk Gewest. Het gebied heeft een totale oppervlakte van 134 hectare.

## Natura 2000-deelgebieden
Dit gebied is onderverdeeld in de volgende 15 Natura 2000-deelgebieden:
1. Verrewinkelbos (13,3 ha)
2. Kinsendaal (7,6 ha)
3. Kriekenput (4,8 ha)
4. Herdiesdomein (1,0 ha)
5. Buysdellebos (7,2 ha)
6. Buysdellevallei (4,1 ha)
7. Latour de Freins-domein (8,4 ha)
8. Moensbergmoeras (0,5 ha)
9. Kauwberg (46,9 ha)
10. Vronerodepark (8,8 ha)
11. Engelandplateau (15,3 ha)
12. BIWM-domein (4,8 ha)
13. Hauwaert-Kapel-domein (3,5 ha)
14. Sauvagèrepark (5,4 ha)
15. Papenkasteeldomein (2,4 ha)

## De belangrijke natuurlijkehabitattypes[1]
- 6430 - Voedselrijke zoomvormende ruigten van het laagland en van de montane en alpiene zones
- 6510 - Laaggelegen schraal hooiland (grote vossenstaart, grote pimpernel)
- 9120 - Zuurminnende Atlantische beukenbossen met ondergroei van Ilex of soms Taxus (Quercion roboripetraeae of Ilici-Fagenion)
- 9130 - Beukenbossen behorend tot het Asperulo-Fagetum
- 9160 - Sub-Atlantische en Midden-Europese wintereikenbossen of eiken-haagbeukenbossen behorend tot het Carpinion betuli
- 9190 - Oude zuurminnende eikenbossen op zandvlakten met zomereik
- 91E0* - Alluviale bossen met zwarte els en es (Alno-Padion, Alnion incanae, Salicion albae)